# Refuge de montagne
Pour les articles homonymes, voir Refuge.

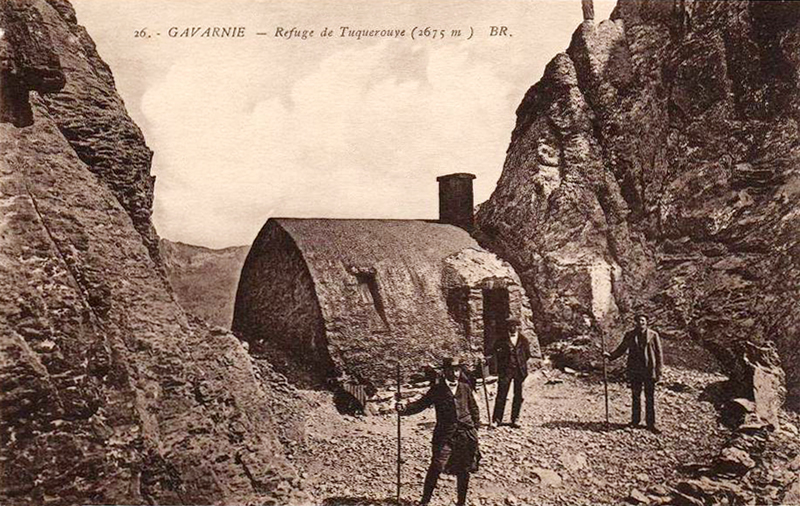
Refuge de Tuquerouye à Gavarnie dans les Hautes-Pyrénées au début du XXe siècle.

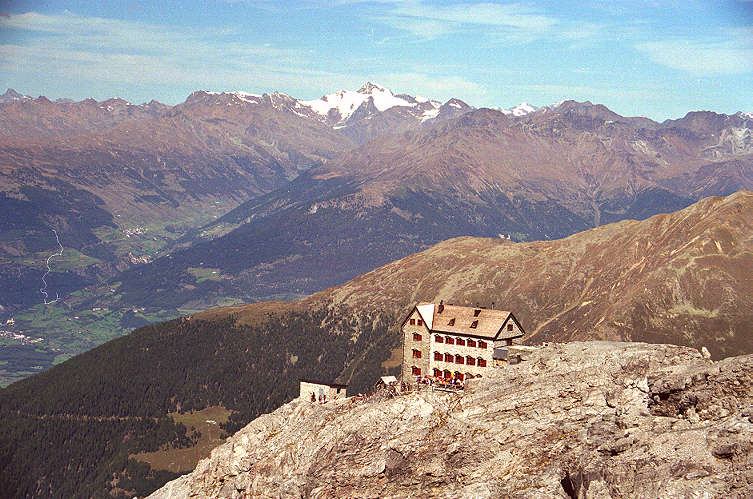
Payerhütte dans le massif de l'Ortler (Italie).

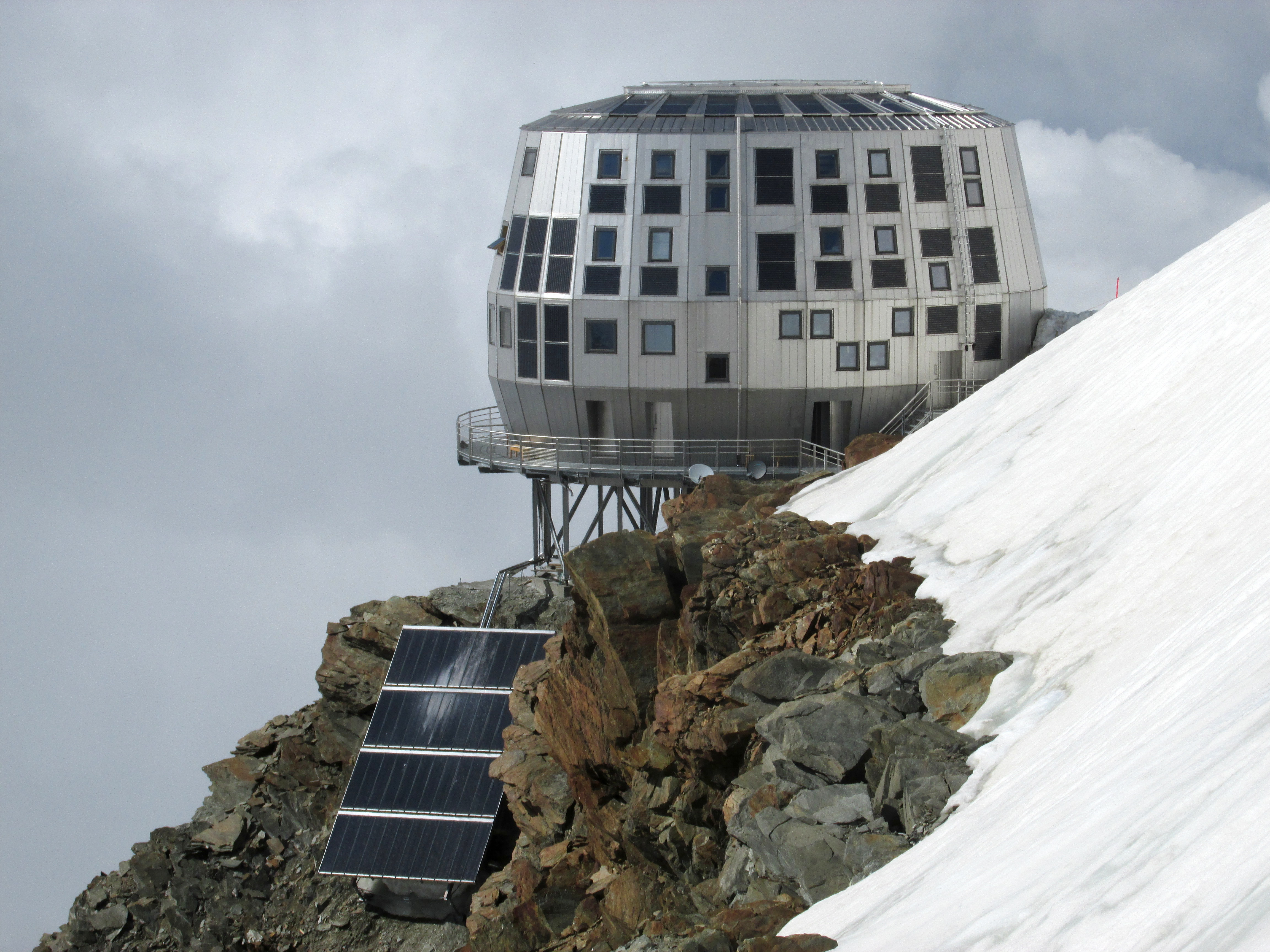
Le refuge du Goûter situé sur le versant français du mont Blanc, plus haut refuge gardé des Alpes françaises.

Un refuge de montagne (ou cabane) est un bâtiment situé en montagne destiné à héberger les alpinistes et randonneurs. Selon la taille et l'emplacement, un refuge propose diverses prestations, de l'abri sommaire avec quelques bas-flancs à l'hôtellerie avec cuisine, dortoirs, voire chambres à deux lits et douches.
En raison de la forte activité des sports de montagne dans les Alpes et de la densité des sentiers, les refuges se sont développés dans les massifs, ce qui n'est pas forcément le cas de toutes les chaînes de montagnes dans le monde.

## Historique et typologie
L’histoire des refuges est liée à celle de l’alpinisme et de la conquête progressive des sommets. 
À l'origine, les cabanes de bergers et les abris sous roche naturels tiennent lieu de refuges. Ces abris sont améliorés en construisant des murs de pierres prises sur place. Henry Russell fait construire dans les Pyrénées l’abri au pied du Cylindre, un simple mur adossé à la paroi rocheuse (1877). Ennemi déclaré de toute construction qui, selon lui, défigure la montagne, il opte plus tard pour les grottes creusées dans la roche : les sept grottes Russell, dans le massif du Vignemale, resteront des exemples sans lendemain. 
Pour faciliter son ascension du Mont Blanc en 1787, Saussure fait construire au préalable deux rudimentaires cabanes de pierre sur l'itinéraire envisagé. La deuxième cabane, édifiée aux Grands Mulets, peut être considérée comme le prototype de tous les refuges alpins de haute altitude. Il faut attendre toutefois jusqu'en 1853 pour que les guides de Chamonix décident d'y construite une hutte de pierre et de bois.
À l'initiative de Léonce Lourde-Rocheblave, des refuges dits « ogivaux », en raison de leur forme, sont construits avec les matériaux disponibles sur place. Massifs, avec peu d’ouvertures, ils sont avant tout destinés à protéger des intempéries. 
Après la Seconde Guerre mondiale et le développement des sports de montagne, des refuges à l'aspect de chalets et munis de grandes baies pour profiter du paysage remplacent les abris spartiates.
Dans les années 1970, la tendance est à plus de légèreté dans la construction, les toits ont plus de pente et les matériaux naturels comme le bois, ou les panneaux préfabriqués, sont privilégiés et acheminés par hélicoptère. Le souci écologique prédomine, avec une autonomie et un confort accrus par l’emploi de matériaux isolants, panneaux solaires, etc.

## Fonctionnement
En France, il existe plusieurs organismes gestionnaires des refuges de montagne : certains parcs nationaux et parcs naturels régionaux, le club alpin français (FFCAM), la Société des touristes du Dauphiné (STD), des communes françaises et enfin les privés, gardiens ou non[pas clair]. Le couchage est fourni le plus souvent dans des dortoirs communs.
D'un confort rustique, les refuges ont évolué et tendent à se rapprocher des hôtels au gré de leur rénovation ou des nouvelles constructions, au grand dam de Carlo Alberto Pinelli qui trouve que les refuges perdent leur âme. 
Tout pratiquant de la montagne peut accéder aux refuges, parfois sur réservation, les membres des clubs alpins beneficiant le plus souvent d'une réduction sur les tarifs de la nuitée dans les refuges FFCAM. Les refuges gardés sont ouverts en période estivale. Une partie du refuge, parfois sous forme d'annexe, reste ouverte l'hiver pour les amateurs de sports d'hiver (ski de randonnée, alpinisme hivernal) et les montagnards en détresse. Dans ces refuges d'hiver non gardés, l'intendance du lieu est faite par les usagers eux-mêmes.

### Gardien de refuge
Les refuges sont gardés, entretenus par des gardiens, travailleurs indépendants, le plus souvent gérant pour le compte du propriétaire ou gestionnaire (établissements publics, associations, communes, secteur privé) durant la haute saison.

## Règles en matière de réservation

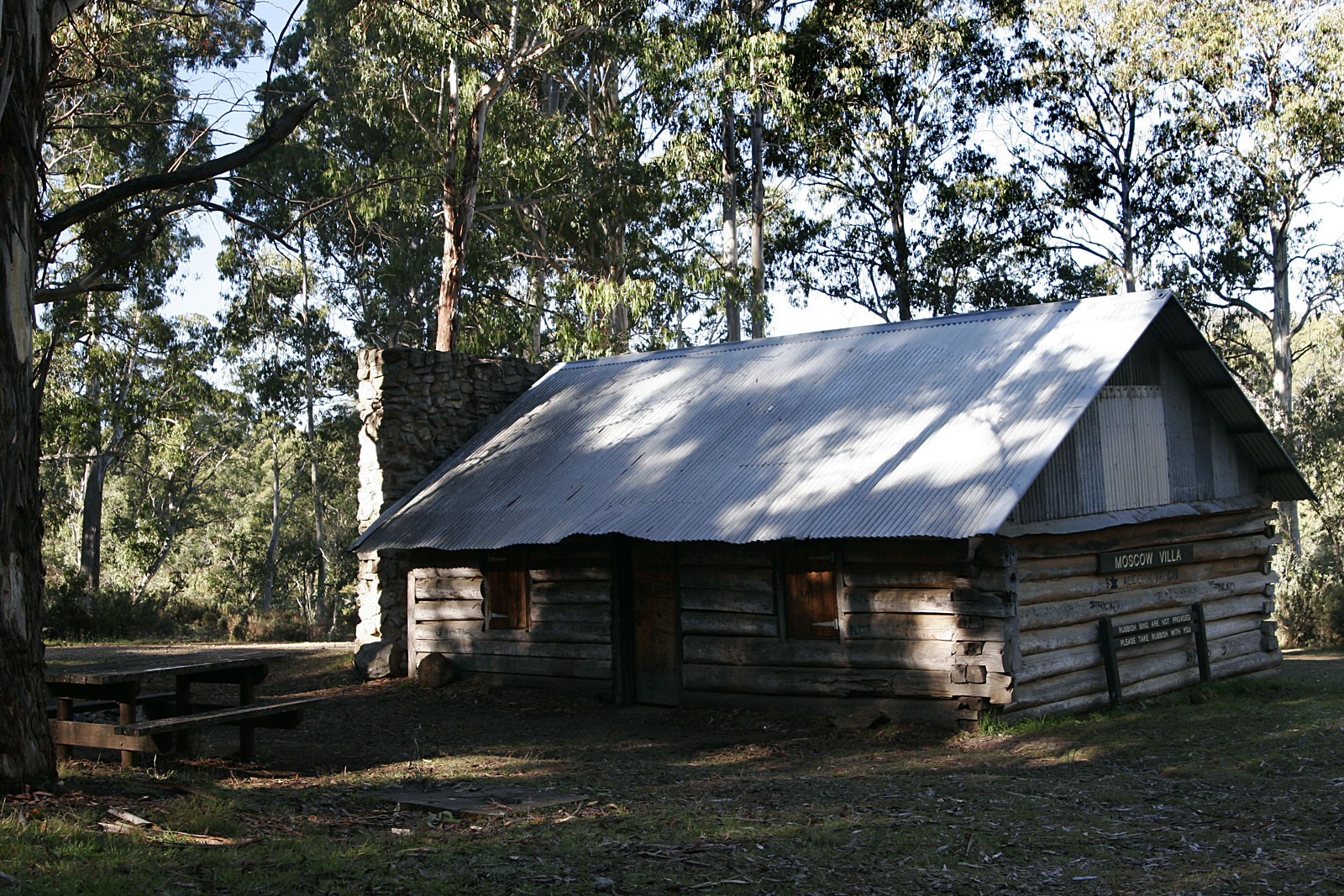
La Moscow Villa Hut dans les Alpes australiennes.

En France, il est préférable de réserver pendant les périodes de gardiennage et de prévenir en cas d'annulation. Pour certains refuges très fréquentés, notamment aux alentours du mont Blanc (refuge du Couvercle, des Conscrits, d'Argentière, etc.) ou des Écrins et du Glacier Blanc, il est conseillé de réserver longtemps à l'avance. La réservation dans les refuges du Nid-d'Aigle, de Tête-Rousse et du Goûter fait l'objet d'une procédure particulière depuis juin 2019 : elle s'effectue sur internet et, surtout, elle est obligatoire et nominative contre délivrance d'un récépissé individuel afin de limiter la fréquentation de ces refuges et du sommet du mont Blanc,.

## France

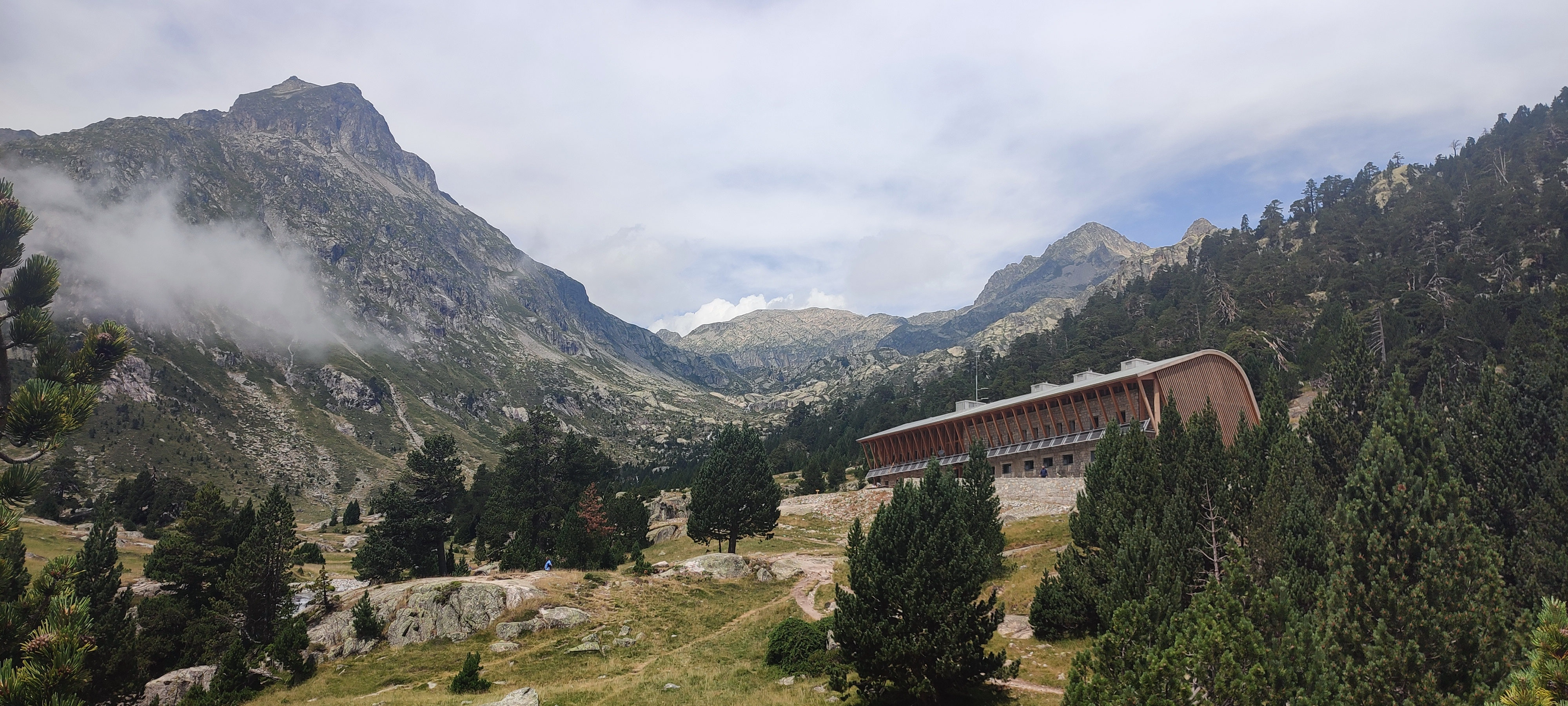
Le refuge Wallon, Cauterets, Hautes-Pyrénées, France.

En France, le premier refuge des Alpes a été celui des Grands Mulets (massif du Mont-Blanc), appartenant alors à la Compagnie des guides de Chamonix, construit en 1853. Le premier refuge des Pyrénées a été le refuge de Tuquerouye, en 1890, dans le massif de Gavarnie.
À partir de sa création en 1874, le Club alpin français entreprit la construction de refuges. Il gère presque un tiers des refuges ouverts au public, soit 105, principalement dans les Alpes et les Pyrénées. Les autres grands propriétaires de refuges français sont les parcs nationaux et les communes (ou communautés de communes).
Le décret no 2007-407 du 23 mars 2007 relatif aux refuges et modifiant le code du tourisme (partie réglementaire) régit le fonctionnement d'un refuge.

## Suisse

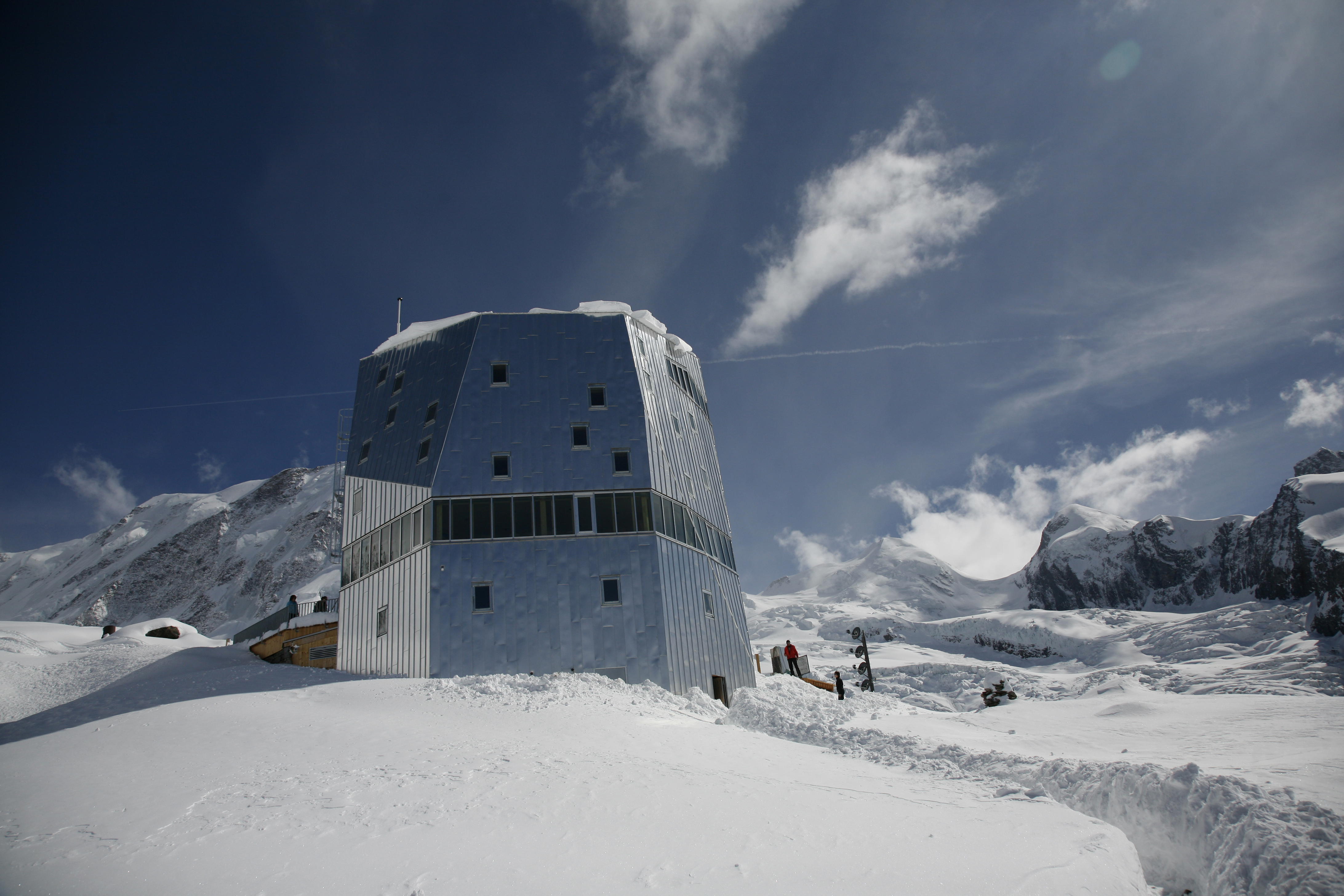
La cabane du Mont Rose, dans les Alpes valaisannes (Suisse).

Le Club alpin suisse et ses nombreuses sections exploitent 153 cabanes dans les Alpes suisses. En Suisse, le terme cabane désigne les abris gardiennés de grande ou moyenne capacité d'accueil (comme la cabane d'Orny), tandis que le terme refuge ou bivouac désigne les abris sommaires, sans gardien (comme le refuge des Bouquetins (de) ou le bivouac du Dolent-La Maye (de)).

## Italie
Le Club alpin italien et ses sections exploitent nombre de cabanes et refuges de montagne particulièrement nombreux, notamment dans les Dolomites.